# سنفية مشعرة
سنفية مشعرة أو ذنب القطة أو علفة أو شيخ أو فرفور (الاسم العلمي:Epilobium hirsutum) هو نوع من النباتات يتبع جنس السنفية من الفصيلة الأخدرية.

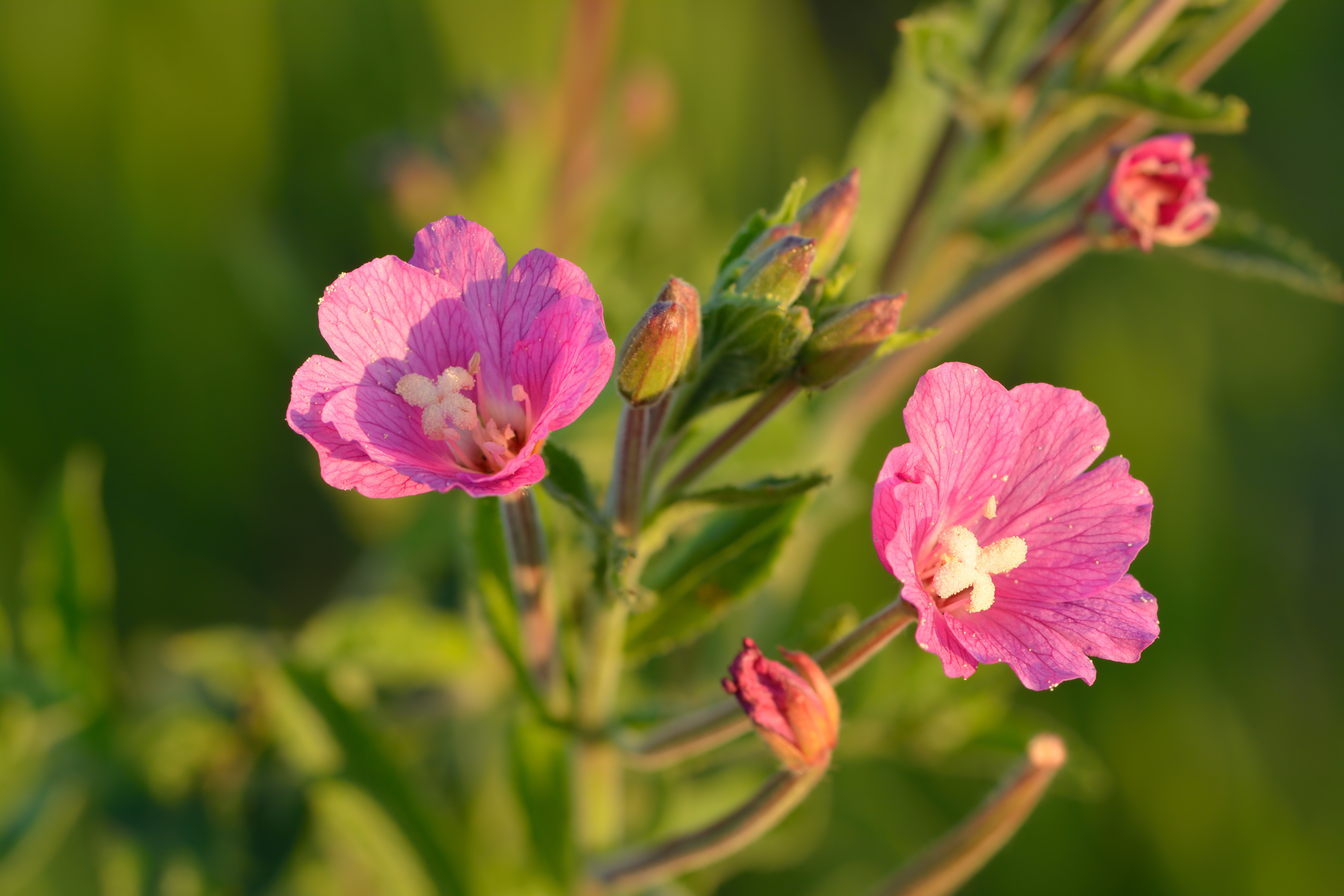
Close-up of the flowers

## انظر أيضا

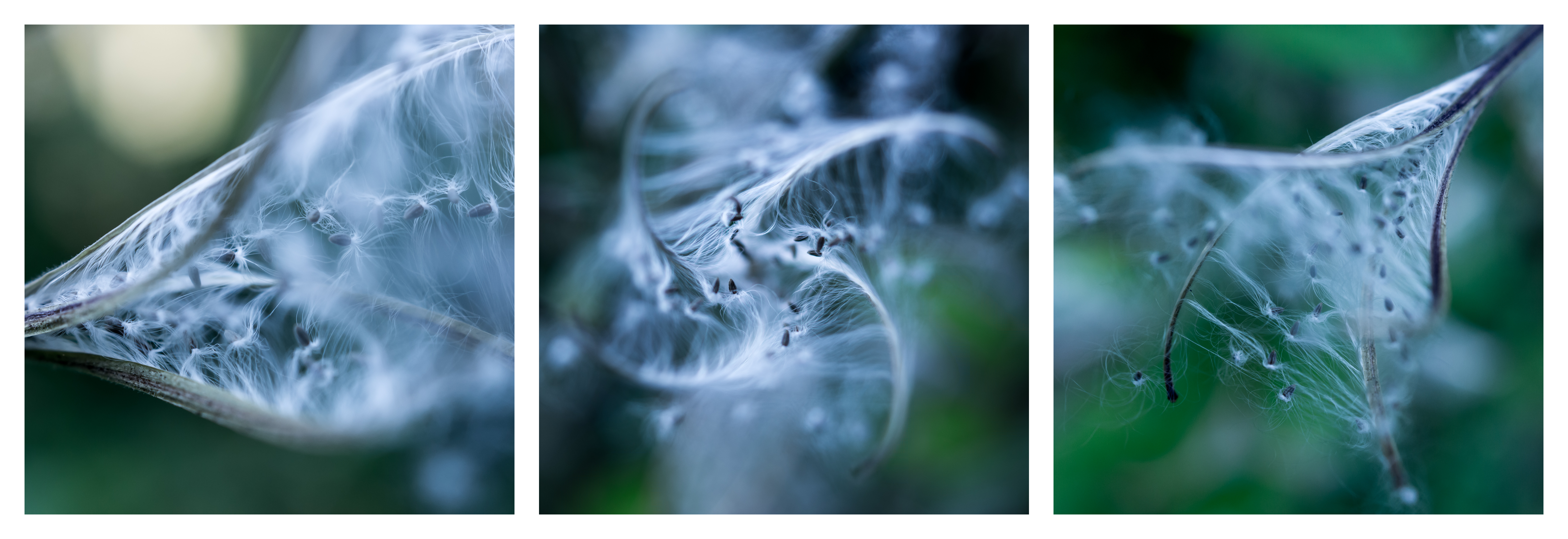
Epilobium hirsutum seed heads